# Копривниця (Словаччина)
Копривниця (словац. Koprivnica) — село, громада округу Бардіїв, Пряшівський край. Кадастрова площа громади — 14.16 км². Протікає річка Копривничка.
Населення 644 особи (станом на 31 грудня 2021 року).

## Історія
Копривниця згадується 1283 року.

## Населення
| Рік:            | 1994. | 2004.   | 2014.   | 2024.   |
| --------------- | ----- | ------- | ------- | ------- |
| Кількість осіб: | 675   | 689     | 685     | 663     |
| Різниця:        |       | +2,07 % | -0,58 % | -3,21 % |

| Рік:            | 2023. | 2024.   |
| --------------- | ----- | ------- |
| Кількість осіб: | 661   | 663     |
| Різниця:        |       | +0,30 % |